# Aleksandrovo (Nova Crnja)
Pour les articles homonymes, voir Aleksandrovo.
Aleksandrovo (en serbe cyrillique : Александрово ; en hongrois : Bozítópuszta) est une localité de Serbie située dans la province autonome de Voïvodine. Elle fait partie de la municipalité de Nova Crnja dans le district du Banat central. Au recensement de 2011, elle comptait 2 124 habitants.
Aleksandrovo est officiellement classé parmi les villages de Serbie. Autrefois, la localité s'appelait Velike Livade (en serbe cyrillique : Велике Ливаде).

## Démographie

### Évolution historique de la population
| 1948  | 1953  | 1961  | 1971  | 1981  | 1991  | 2002  | 2011  |
| ----- | ----- | ----- | ----- | ----- | ----- | ----- | ----- |
| 4 564 | 4 615 | 4 034 | 3 406 | 3 061 | 2 902 | 2 665 | 2 124 |

|  |